# XIX. Lajos francia király
Louis Antoine d’Artois (magyarosan: Lajos Antal; Versailles, Francia Királyság, 1775. augusztus 6. – Görz, Osztrák Császárság, 1844. június 3.), Bourbon-házi francia királyi herceg, Angoulême hercege, aki X. Károly francia király legidősebb fiaként Franciaország utolsó dauphinje 1824 és 1830 között, majd formailag 20 percen át XIX. Lajos néven (franciául: Louis XIX) Franciaország névleges királya. Ezzel a francia történelem legrövidebb ideig uralkodó monarchája.
Ő volt Károly Fülöp, Artois grófja (a későbbi francia király) és Savoyai Mária Terézia legidősebb fia, a merénylet áldozatává lett Berry hercegének testvére. A francia forradalom során kivégzett nagybátyja, XVI. Lajos és Marie Antoinette királyné leányát, egyben unokatestvérét, Mária Teréziát vette feleségül 1799-ben. Kapcsolatuk gyermektelen maradt.
1830-ban a júliusi forradalom megdöntötte apja és a Bourbon-ház uralmát Franciaországban. Ezt követően külföldi emigrációba kényszerült és a Marnes grófja (franciául: comte de Marnes) címet használta. A francia legitimisták felfogása szerint apja 1836-os halálát követően a törvényes francia király. 1844-ben hunyt el Görzben, Ausztriában, hatvannyolc éves korában.

## Élete

### Származása, testvérei
Lajos Antal francia királyi herceg 1775. augusztus 6-án született a versailles-i kastélyban.
Édesapja a Bourbon-házból származó Károly Fülöp királyi herceg (1757–1836) volt, Lajos Ferdinánd királyi herceg (1729–1765) és Mária Jozefa Karolina szász hercegnő (1731–1767) fia, XV. Lajos király és III. Ágost lengyel király unokája, 1824–1830 között X. Károly néven Franciaország királya.
Édesanyja a Savoyai-házból származó Mária Terézia szárd királyi hercegnő (1756-1805) volt, III. Viktor Amadé szárd–piemonti királynak, Savoya hercegének (1726–1796) és Mária Antonietta Ferdinanda spanyol infánsnőnek (1729–1785) leánya, V. Fülöp spanyol király unokája.
A szülők házasságából 4 gyermek született:
- Lajos Antal, Angoulême hercege (1775–1844), 1830-ban rövid ideig névlegesen XIX. Lajos király.
- Zsófia hercegnő (1776–1783), fiatalon meghalt.
- Károly Ferdinánd, Berry hercege (1778–1820), aki 1816-ban Mária Karolina Ferdinanda nápoly–szicíliai királyi hercegnőt (1798–1870), I. Ferenc nápoly–szicíliai király leányát vette feleségül, 1820-ban Párizsban bonapartista merénylet áldozata lett.
- Mária Terézia (*/† 1783), születésekor meghalt.

Születésekor a legidősebb fiú, Lajos Antal herceg a nagybátyjától, XVI. Lajos királytól megkapta az Angoulême hercege (duc d’Angoulême) címet.

### Ifjúsága
Az ancien régime idején a versailles-i kastélyban élt szüleivel, királyi nagybátyjának udvarában. Öccsével, Károly Ferdinánd herceggel együtt nevelkedett. Apja, Artois grófja szélsőségesen konzervatív nézetei miatt gyűlölt személlyé vált a polgárság szemében. A Bastille elfoglalását megelőző zavargások kitörésekor, 1789. július 13-án XVI. Lajos utasítására Artois grófja, családjával együtt elhagyta Franciaországot, nehogy politikai gyilkosság áldozatává váljék. Először Brüsszelbe mentek, de a forradalmi hadsereg közeledésére Koblenzbe költöztek. Lajos Antal herceg anyai nagyapjának, III. Viktor Amadé királynak hívására egy ideig Torinóban éltek.
1792-ben Lajos Antal, Angoulême hercege beállt unokafivérének, Condé hercegének (1736–1818) emigráns royalista hadseregébe. 1797 elején csatlakozott a Brauschweigi Hercegségben élő öccséhez, Károly Ferdinándhoz, hogy belépjenek az osztrák hadseregbe. Ausztria azonban katonai vereséget szenvedett Bonaparte tábornoktól, és a Campo Formió-i béke értelmében a francia királyi család tagjainak távozniuk kellett a német fejedelemségekből. I. Pál cár hívására az Orosz Birodalomba menekültek. A cár a Kurlandi Hercegségben (a mai Lettországban) fekvő Mittau kastélyát jelölte ki számukra lakóhelyül.
1795-ben a jakobinusok börtönében, a párizsi Temple-ben meghalt a trónörökös, a 10 éves Lajos Károly herceg, a kivégzett XVI. Lajos fia, Angoulême hercegének unokafivére. A trónörökös halálának hírére nagybátyja, Provence grófja Franciaország királyává nyilvánította magát, XVIII. Lajos néven. XVI. Lajos egyetlen életben maradt gyermekét, a 17 éves Mária Terézia Sarolta hercegnőt decemberben szabadon engedték, cserében császári fogságban lévő francia tisztekért. Elhagyhatta Franciaországot, és a Habsburg Birodalomban kapott menedéket unokafivérének, I. Ferenc császárnak bécsi udvarában. Ugyanebben az évben a 20 éves Lajos Antal herceg királypárti felkelést szervezett Vendée megyében, de a lázadást véresen leverték.

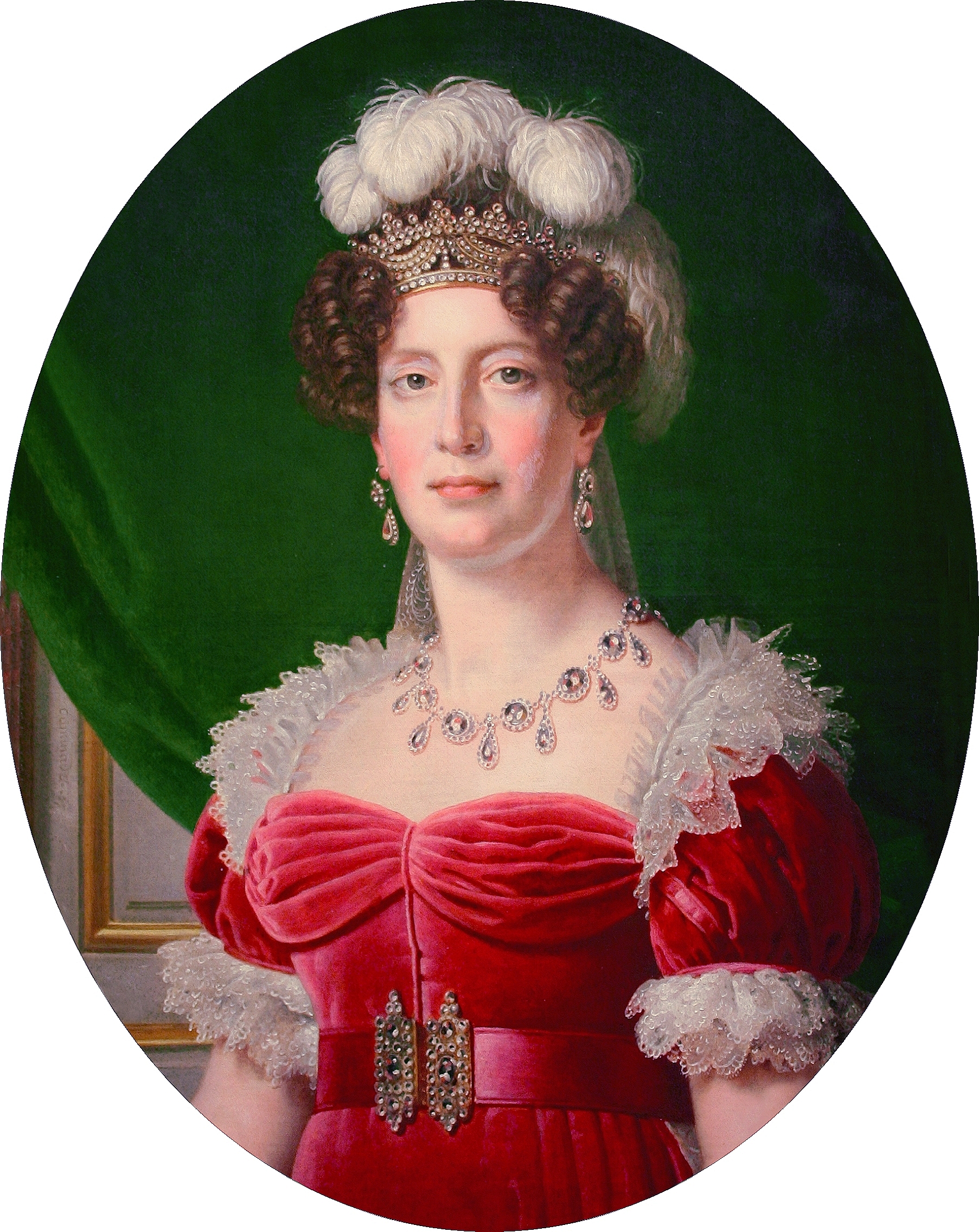
Mária Terézia Sarolta, Angoulême hercegnéje

### Házassága
Mivel XVIII. Lajosnak nem voltak saját gyermekei, levélben fordult unokahúgához, Mária Terézia Sarolta hercegnőhöz, és feleségül kérte őt saját unokaöccse, Lajos Antal, Angoulême hercege részére. Az elárvult hercegnő, aki minden családtagját elveszítette, boldogan beleegyezett a házasságba.
1799. június 10-én Lajos Antal herceg a mittaui kastély kápolnájában feleségül vette saját unokanővérét (cousine germaine), Mária Terézia Sarolta francia királyi hercegnőt (1778–1851), XVI. Lajos király és Marie Antoinette királyné leányát, az 1793-ban kivégzett királyi pár egyetlen túlélő gyermekét. A házasságból azonban nem születtek gyermekek.

### A napóleoni háborúk
1800 áprilisában Angoulême hercege megkapta a bajor hadsereg egy lovasezredének parancsnokságát, a franciák ellen harcolva részt vett a hohenlindeni csatában, és bizonyította hadvezéri képességeit.
1801 elején Pál cár békét kötött Bonaparte tábornokkal, az emigráns királyi udvar a porosz uralom alatt álló Varsóba menekült. Angoulême hercege a következő évtizedben királyi nagybátyjának kísérője és tanácsadója volt. 1801 márciusában Pál cárt meggyilkolták, I. Sándor lépett a trónra. A francia királyi család visszatért Oroszországba.
1807-ben I. Sándor cár békét kötött Napóleon császárral, emiatt a francia királyi családnak Angliába kellett menekülnie. XVIII. Lajos király a buckinghamshire-i Hartwellben rendezte be udvarát. A király megbízta Nancy érsekét, Monsignor Anne Louis Henri de La Fare-t, hogy Lajos Antalnak és öccsének, Károly Ferdinándnak rendszeres és jelentős pénzösszegeket folyósítson a királyi udvartartás és a royalista hadsereg (l’armée des princes) költségeire, és a franciaországi royalista propaganda céljaira. Monsignor De La Fare a kifizetéseket bécsi bankházakon keresztül folyósította, mivel a Napóleon által elrendelt kontinentális zárlat az emigránsokat és Condé hercegének royalista hadseregét is elvágta pénzsegélyeik addigi forrásától, a brit kormányzattól. 1807 márciusában és áprilisában 18 676 tours-i fontot (livres tournois), mai értékben mintegy 1 634 000 eurót (!) folyósítottak számukra. A francia királyi udvar tagjai Buckinghamshire megyében és Edinburgh-ben éltek egészen a napóleoni háborúk végéig.

### A Bourbon-restauráció
1814-ben Angoulême hercege Bordeaux-ba hajózott. Március 12-én szállt partra, a város nyomban a király hűségére tért. A herceg ünnepélyes bordeaux-i bevonulását tekintik a Bourbon-restauráció kezdetének. A herceg ezután Wellington herceg hadseregével Spanyolországba ment harcolni Napóleon csapatai ellen. A császár első lemondása után a Párizsba bevonuló koalíciós hadseregek Lajos Antal nagybátyját, XVIII. Lajost visszaültették a királyi trónra. A királyi család tagjai hazatérhettek Franciaországba.
Napóleon visszatérésekor Angoulême herceg a Rhône-völgyi királyi hadsereg parancsnoka volt, és nem tudta megakadályozni Napóleon előrehaladását Párizs felé. 1815. április 8-án a herceg egyik tábornoka, Daultanne tábornok, és a Napóleonhoz csatlakozott Gilly tábornok megkötötték a La Paludi egyezményt, amelynek értelmében a királyi hadsereg a herceggel együtt szabadon elvonulhatott volna. A Drôme megyei Donzère-ben tartózkodó herceg Grouchy marsalltól követelte az egyezmény betartását, aki azonban jelentette az ügyet Napóleonnak. A császár elrendelte a királyi hadsereg lefegyverzését és feloszlatását. Angoulême hercegét Grouchy marsall letartóztatta, és a Földközi-tengeri Sète kikötőjébe toloncolta. Ismét Angliába menekült, és csak a waterlooi csata után, Napóleon végső bukását követően tért haza.
1823-ban francia királyi csapatok élén intervenciós hadjáratot vezetett a spanyol liberális felkelők ellen. Augusztus 31-én csapatai rohammal bevették Trocadéro erődjét, elfoglalták Cádizt. A bécsi kongresszus szellemében végrehajtott beavatkozással a francia királyi haderő helyreállította VII. Ferdinánd király abszolút hatalmát.
1824-ben apjának, X. Károlynak trónra lépésekor Lajos Antal herceg Franciaország trónörökösévé (dauphinné) lépett elő. Trónörökösként apjához hasonlóan szélsőségesen konzervatív módon gondolkodott és ennek megfelelően ténykedett. Kemény eszközökkel igyekezett visszafordítani a forradalmi és a császári idők változásait. A királyi hadseregből eltávolított sok tisztet és tábornokot, akiket Napóleon nevezett ki. Apa és fiú viselkedése („semmit sem tanultak, és semmit sem felejtettek”) nagyban hozzájárult a politikai helyzet lassú romlásához, és a köztársasági szellem erősödéséhez.

### Tiszavirág-életű királysága
Az 1830 júliusi forradalom nyomán kialakult veszélyes helyzetben augusztus 2-án X. Károly lemondott a trónról. A lemondás pillanatában jogilag X. Károly fia, Lajos Antal dauphin, Angoulême hercege lett Franciaország törvényes uralkodója, XIX. Lajos néven. Apja igyekezett meggyőzni fiát, hogy ő is mondjon le, megelőzendő a társadalmi robbanást, a küszöbön álló republikánus felkelést, és a monarchisztikus államforma teljes bukását. A jelenlévők visszaemlékezései szerint az új uralkodó könyörgött apjának, hadd maradhasson király legalább egy órán át („Laissez-moi régner seulement une heure.”) Apja és a nemzetgyűlés tagjai azonban tiltakoztak: „Ön? Semmiképpen sem!”(„Vous? Sûrement pas!”) Húsz percnyi heves vita után XIX. Lajos nagy nehezen engedett és ő is aláírta a nyilatkozatot, lemondva saját trónöröklési jogáról unokaöccse, X. Károly unokája, az ekkor 10 esztendős Henri d’Artois herceg, Chambord grófja (1820–1883) javára.
A lemondó nyilatkozatok azonban teljes ellentmondásban álltak a királyság alaptörvényeivel. Henri d’Artois herceg (a legitimisták számára V. Henrik) névleges királyságának valós érvénye már 5 nap múlva, augusztus 7-én semmissé vált, amikor a nemzetgyűlés két háza nem őt, hanem Orléans-i Lajos Fülöp királyi herceget kiáltotta ki a franciák királyává. Ezzel véget ért a Bourbon-ház két évszázados franciaországi uralma, amely még IV. Henrikkel (1594–1610) kezdődött.
XIX. Lajos volt a legrövidebb ideig uralkodó francia király. A rövidségi sorrendben utána következők, I. János király és Henri d’Artois, Chambord grófja, a legitimisták V. Henrik királya 5–5 napig uralkodtak…

### Ismét emigrációban

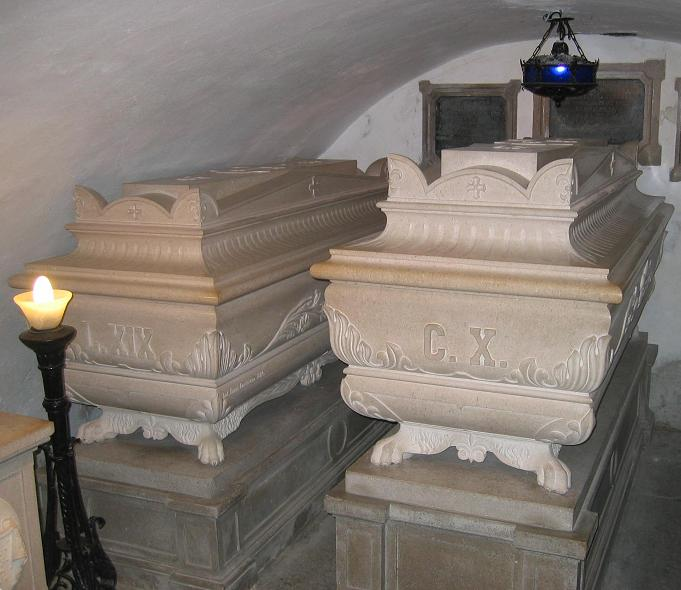
XIX. Lajos és X. Károly szarkofágjai a Kostanjevica kolostor Bourbon-kriptájában.

A királyi család augusztus 16-án elhagyta Franciaországot és emigrációba vonult, az Osztrák Császárságban telepedtek le. A francia legitimisták, akik semmisnek tekintették mind X. Károly, mind Lajos Antal trónörökös lemondási nyilatkozatát, továbbra is X. Károlyt tekintették a Franciaország törvényes uralkodójának, Angoulême hercegét pedig a trón jogos várományosának. Az emigrációban élő Lajos Antal herceg a Marne grófja (comte de Marnes) álnevet használta.
1836. november 6-án X. Károly az Isonzó-menti Görzben elhunyt. Ekkor Lajos Antal herceg lett a Bourbon család feje, ő lévén Capet Hugó legidősebb élő, egyenes ági leszármazottja a francia királyok hosszú sorában, amely Szent Lajoson, IV. Henriken és XIV. Lajoson át húzódott. Lajos Antal herceget ekkor a legitimisták is elismerték XIX. Lajos néven Franciaország és Navarra királyának.
A Bourbon-ház utolsó királya 1844. június 3-án hunyt el lakóhelyén, Görzben. Apja mellé temették, a Castagnavizza (Kostanjevica) ferences rendi kolostor Bourbon-kriptájában. 1851-ben ide temették özvegyét, Mária Terézia Sarolta francia királyi hercegnőt is. A francia legitimisták ekkor unokaöccsét, Henri d’Artois herceget ismerték el Franciaország és Navarra királyának, V. Henrik néven. 1883-ban ő is gyermektelenül hunyt el, a francia Bourbon-ház főága végképp kihalt.
Görz városa az első világháború után Olaszországhoz került Gorizia néven. A városnak az Isonzó keleti partján fekvő részei, a Castagnavizza heggyel együtt a második világháború után Jugoszláviához kerültek, itt Nova Gorica néven önálló város keletkezett, amely 1991 óta Szlovéniához tartozik.